# 自性院 (新宿区)
自性院（じしょういん）は、東京都新宿区西落合一丁目にある真言宗豊山派の寺院。

## 歴史
寺伝によると、平安時代に空海が同地で観音像を建立して供養したのが始まりであると言われている。
同院は別名「猫寺」と呼ばれているが、これは室町時代の文明9年（1477年）、江古田・沼袋原の戦いにて道に迷い苦しんでいた太田道灌の前に一匹の黒猫が現れ、同院に招き入れ危機を救ったとする伝承に由来する。
道灌はこの事に感謝し、この猫の死後に地蔵像を作り奉納したと言われ、これが「猫地蔵」と呼ばれているものである。
また、江戸時代には顔が猫面の特徴的な地蔵像が同院に奉納され、「猫地蔵」と共に毎年2月3日に開帳されている。
そのほか、境内には室町時代のものと推定される板碑（新宿区指定文化財）もある。

## 主な施設
- 本堂
- 猫地蔵堂 - 招き猫なども奉納されている[注釈 1]。
- 六地蔵
- 自性院会館（葬儀なども可能）

## アクセス
- 都営大江戸線・落合南長崎駅から徒歩2分
- 拝観は日中の時間帯のみ。無料。
- 駐車場あり